# أس دي الجنيه الاسترليني

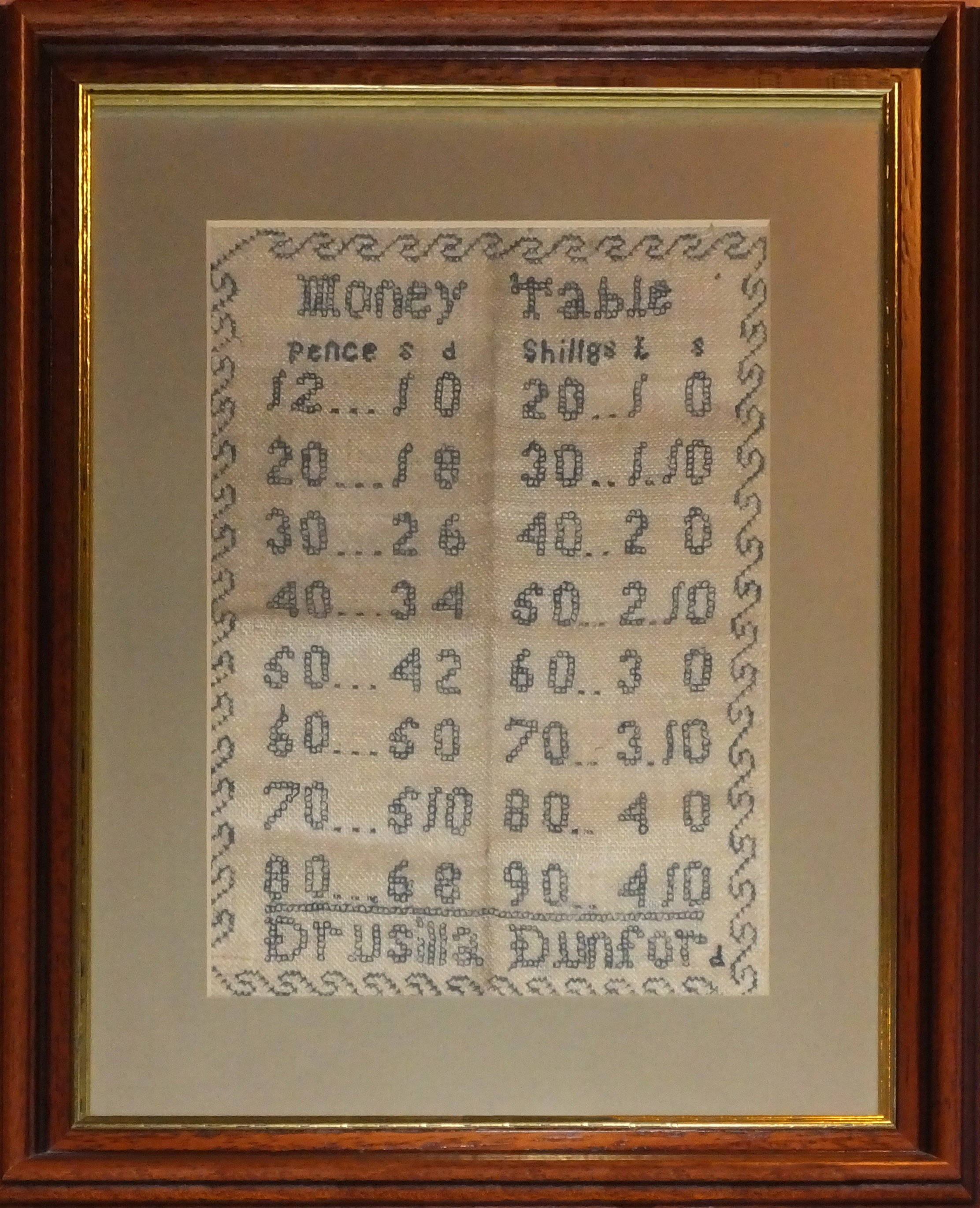
تُظهر إحدى العينات الموجودة في متحف جيلدهول في روتشستر عملية التحويل بين البنس والشلن والشلن والجنيه الإسترليني.

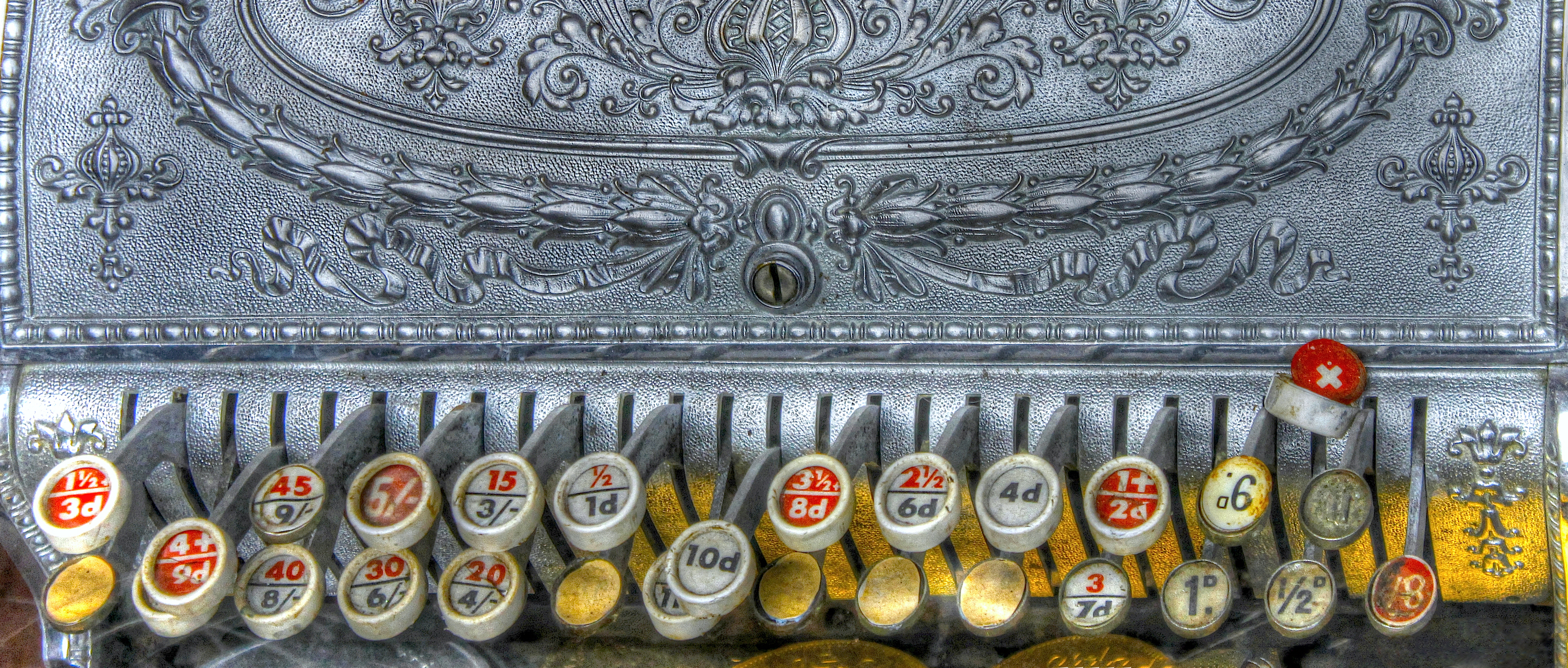
خزنة قديمة في أيرلندا، مع مفاتيح "اختصار" في فئات مختلفة من الجنيهات الإسترلينية (أرقام أقل) ومكافئها من "البنس الجديد" (أرقام أعلى)

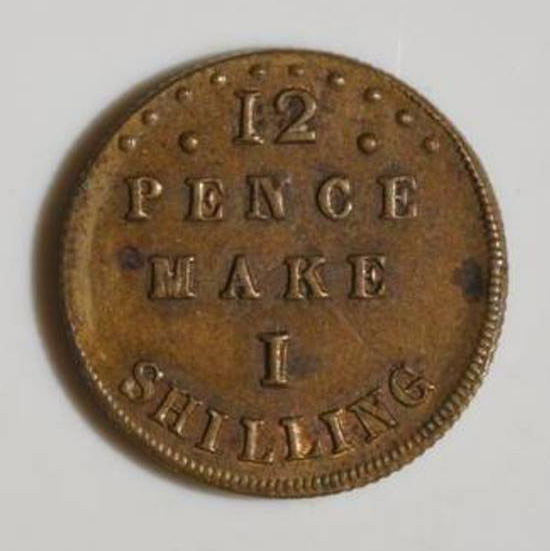
عملة لعبة ، تعلم الأطفال قيمة الشلن

أس دي الجنيه الاسترليني (بالإنجليزية: £sd) (يكتب أحيانًا أل أس دي ويُنطق " ell-ess-DEE، وشلن وبنس /ɛl.ɛsˈdiː/ الشائع للعملات ما قبل العشرية التي كانت شائعة في جميع أنحاء أوروبا. ويعود أصل الاختصار إلى فئات العملة اللاتينية ليبري وسوليدي وديناري. في المملكة المتحدة كان يشار إليها بالجنيه والشلن والبنس (البنس هو جمع البني). ويعد الإدار السابق من الجنيه الاسترليني.
في ظل هذا النظام كان هناك 12 بنسًا في الشلن و20 شلنًا أو 240 بنسًا في الجنيه. مع أن نظام المحاسبة القياسي سجل الجنيهات والشلنات والبنسات فقط، فإن العملات المعدنية الفعلية التي سكت قد تمثل وحدة واحدة أو عدة وحدات أو أجزاء من هذه الوحدات. قسم البنس إلى 4 فارثنجات حتى 31 ديسمبر 1960 وذلك عند توقفه عن كونه عملة قانونية في المملكة المتحدة، وحتى 31 يوليو 1969 كان هناك أيضًا نصف بنس ("HAYp'ny"، /ˈheɪpni/) قيد التداول.
كانت الميزة الملموسة لمثل هذا النظام هي استخدامه في بعض جوانب الحساب الذهني لأنه يوفر العديد من العوامل وكسور الجنيه مثل الأعشار والثمن والسدس وحتى السبع والتسع إذا استخدم الجنيه (الذي يساوي 21 شلنًا). عند التعامل مع العناصر بالعشرات فإن عمليات الضرب والقسمة تكون مباشرة، على سبيل المثال: إذا كانت اثنتي عشرة بيضة تكلف أربعة شلنات، فإن سعر كل بيضة سيكون أربعة بنسات. ومع ذلك فإن الجمع الأساسي قد يكون أكثر صعوبة من استخدام النظام العشري.
مع أن الأسماء نشأت من العملات المعدنية الشعبية في الإمبراطورية الرومانية الكلاسيكية، إلا أن تعريفاتها والنسب بينها قام الإمبراطور شارلمان بتقديمها وفرضها في جميع أنحاء أوروبا الغربية. واعتمد الملك أوفا ملك ميرسيا معيار الفضة الفرنجي لليبرا والسوليدي والدينار في بريطانيا في أواخر القرن الثامن.
كان نظام أل أس دي الجنيه الإسترليني السابق هو النظام القياسي في معظم أنحاء القارة الأوروبية لأكثر من ألف عام، حتى حلول نظام العشرية في القرنين الثامن عشر والتاسع عشر. وظلت المملكة المتحدة واحدة من الدول القليلة التي احتفظت به حتى القرن العشرين، مما أدى إلى ارتباط النظام بشكل خاص ببريطانيا. طوال جزء كبير من القرن العشرين ظل الجنيه الإسترليني السابق النظام النقدي لمعظم دول الكومنولث البريطاني وكانت الاستثناءات الرئيسية هي كندا والهند -حتى الستينيات والسبعينيات من القرن العشرين- وكانت نيجيريا آخر من تخلى عنه في شكل الجنيه النيجيري في 1 يناير 1973.
تاريخيًا استخدمت أنظمة مماثلة تعتمد على العملات الرومانية في أماكن أخرى؛ على سبيل المثال: تقسيم الليفر تورنويس في فرنسا وغيرها من العملات قبل العشرية مثل إسبانيا، والتي كان لديها 20 مارافيدي إلى 1 ريال و20 ريال إلى 1 دورو أو 5 بيزيتا.

## الأصول
استخدمت الإمبراطورية الرومانية الكلاسيكية في الأصل نظام العملة العشري الذي يعتمد على "as" حيث 1 ديناريوس = 10 as. كان الديناريوس الفضي هو العملة المتداولة بشكل شائع ولكن المحاسبة كانت بالسسترسي. قام الأباطرة الرومان في وقت لاحق بإجراء إصلاحات متعددة في مجال العملات المعدنية، وإعادة تعريف الأوزان والقيم النسبية للعملات المعدنية، وإدخال عملات معدنية جديدة وأنظمة محاسبة جديدة لها. وبما أن معظم الإصلاحات لم تكن قد اكتملت حتى بدأ الإصلاح التالي فقد شهدت الإمبراطورية الرومانية المتأخرة فوضى حقيقية من أنظمة الأوزان والعملات المتداخلة المتعددة.

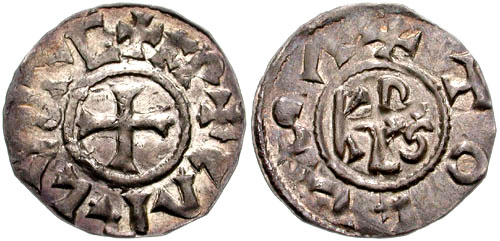
دينارا كارولينجيا

حوالي عام 780 نجح الإمبراطور الفرنجي شارلمان في الحد من الفوضى من خلال إنشاء نظام موحد جديد. وقد عرّف "الميزان" بأنه مقياس جديد للوزن يعادل حوالي 408 جرامًا (أكبر بكثير من الجنيه الروماني القديم الذي كان يزن 328.9 جرامًا) وأمر بضرب 240 وحدة فضية تُعرف باسم الديناري من الجنيه الكارولنجي الجديد من الفضة الخالصة، بحيث أن كل دينار يحتوي على 22.5 حبة من الفضة. ولمساعدة المحاسبة أصدر شارلمان أيضًا مرسومًا يقضي بتقسيم الجنيه إلى 20 سوليدي كل منها 12 دينارًا. وهكذا بدأ النظام النقدي الكارولينجي (1 ل= 20 ث= 240 د).
فرض نظام العملة والمحاسبة الجديد بشكل موحد في جميع أنحاء الإمبراطورية الكارولنجية الشاسعة كما تسلل إلى البلدان المحيطة بها. في أواخر القرن الثامن استورد الملك أوفا ملك ميرسيا النظام إلى بريطانيا لتسهيل المعاملات (ولا سيما "بنس بطرس") مع الكنيسة الكاثوليكية الرومانية (التي استخدمت نظام العملات الكارولينجية). ولكن لم يكن هذا هو النظام الوحيد في بريطانيا ــ إذ كان على نظام الـأس دي أن يتنافس لفترة من الوقت مع نظام المحاسبة "مارك" الفايكنج الذي تم تقديمه في مناطق دانيلو. ومع أن أل أس دي الجنيه الإسترليني السابق ساد في نهاية المطاف في بريطانيا، فإن نظام "علامة الحساب" ظل قائماً في تجارة بحر الشمال والمناطق الخاضعة للنفوذ الهانزية خلال معظم العصور الوسطى.
ساد النظام النقدي الجديد لشارلمان في معظم أنحاء أوروبا الغربية بما في ذلك فرنسا (حيث كانت الوحدات تُعرف باسم الليفر والسوس والدنيير )، وإيطاليا ( الليرة والسولدو والدينار )، والإمبراطورية الرومانية المقدسة ( الفوند والشلن والبفينيغ)، وفي إنجلترا ( الجنيه والشلن والبنس). الاسم الإنجليزي وندسهو تكيف جرماني للعبارة اللاتينية libra pondo 'وزن رطل'. في شبه الجزيرة الأيبيرية اعتمدت مملكة أراغون النظام النقدي الكارولينجي (بالكاتالونية: lliura و sou و diners) ولكن ممالك البرتغال وقشتالة (وبعد ذلك إسبانيا) احتفظت بنظام العملة الموروث من الأندلس.
أثناء أوائل العصور الوسطى كان الديناريوس فقط هو العملة المعدنية الفعلية، وكانت الميزان والسوليدوس مجرد وحدات حسابية. لكن مع مرور الوقت استنفدت موارد الفضة تدريجياً وأصبحت العملات المعدنية تتعرض للتخفيض مراراً وتكراراً من قبل الملوك في العصور الوسطى، مما دفع إلى سك عملات معدنية أكبر حجماً بدءاً من القرن الثالث عشر. وقد أدى ذلك أيضًا إلى تحديد العملات من قبل دار سك العملة الأصلية في العقود والمحاسبة (على سبيل المثال: تحتوي عملة دينير باريس من دار سك العملة في باريس على فضة فعلية أكثر من عملة دينير تورنويس منخفضة القيمة للغاية من دار سك العملة في تورز).
ولتسهيل المعاملات الأكبر حجماً بدأ سك العملات الذهبية في أوروبا الغربية في نفس الوقت تقريباً. وكان "الفرنك" الفرنسي -الذي تم تقديمه في عام 1360- أول عملة معدنية في أي مكان تمثل 1 جنيه إسترليني بالضبط، وكان "السيولة الذهبية" التي قاموا بسكها لأول مرة في عام 1489 أول عملة معدنية إنجليزية بقيمة 1 جنيه إسترليني.
مع أن نظام الجنيه الإسترليني السابق ظل سليماً في المحاسبة فإن تنوع العملات المعدنية الجديدة ذات المضاعفات والصفات المختلفة أدى إلى التعبير المشترك عن الكميات من حيث عدد العملات المعدنية (الجنيه الإسترليني والتيجان والفرثينج وما إلى ذلك). ولكن كان لابد من تحويلها جميعها إلى وحدات الجنيه الاسترليني السابق الرسمية في الحسابات.

## النظام العشري

تحويل بعض العملات البريطانية قبل النظام العشري والمكافئ العشري

استمر نظام الجنيه الإسترليني السابق في معظم أنحاء أوروبا الغربية لمدة تقرب من ألف عام، حتى ظهور نظام " العشرية " في القرنين الثامن عشر والتاسع عشر. وقد فكرت بريطانيا في اتباع النموذج القاري. وشكلت لجنة برلمانية مختارة في عام 1821 للتحقيق في نظام العشرية، ولكنها في النهاية أوصت بالاحتفاظ بنظام الجنيه الإسترليني القديم. ومع ذلك تشكلت مجموعات ضغط داخل بريطانيا تدعو إلى اعتماد نظام العشرية للعملة، وعاد البرلمان إلى مناقشة هذه المسألة في خمسينيات القرن التاسع عشر. وقد قاموا بالنظر في مخططات مختلفة للتقسيم العشري - مخطط الجنيه والميل ومخطط الفارثينج ومخطط نصف البنس ومخطط ألب وما إلى ذلك- ولكن حدد بأن جميعها تعاني من عيوب، وسيكون التحول إليها صعبًا ومكلفًا للغاية. وظل نظام الـأس دي ساريًا في بريطانيا حتى عام 1971.
ومع استقلال بلدان الإمبراطورية البريطانية تخلت بعضها عن نظام الجنيه الإسترليني أل أس دي القديم بسرعة، في حين احتفظت به بلدان أخرى لفترة طويلة تقريبًا مثل المملكة المتحدة نفسها. وكانت الولايات المتحدة الأمريكية من أوائل الدول التي ألغت نظام الجنيه الإسترليني أل أس دي واعتمدت عملة عشرية في عام 1792، أي بعد 10 سنوات من استقلالها عن الإمبراطورية البريطانية، ولكنها احتفظت بالعديد من الجوانب الأخرى للوحدات المعتادة للطول والوزن. ومن ناحية أخرى لم تبدأ أستراليا في استخدام العملة العشرية إلا في 14 فبراير/شباط 1966 أي بعد 65 عاما من استقلالها. وفي 10 يوليو/تموز 1967 حذت نيوزيلندا حذوها. كما أن دولاً أخرى -ولا سيما أيرلندا- لم تقم بالتحول إلى النظام العشري إلا عندما قامت المملكة المتحدة بذلك. وتخلت المملكة المتحدة عن البنس القديم في يوم العشرية -15 فبراير 1971- عندما أصبح الجنيه الإسترليني مقسمًا إلى 100 بنس جديد. وأصبح هذا بمثابة تغيير للنظام المستخدم في الموجة السابقة من عمليات التحويل إلى النظام العشري في أستراليا ونيوزيلندا وروديسيا وجنوب أفريقيا، حيث استبدل الجنيه بعملة رئيسية جديدة تسمى إما "الدولار" أو "الراند". ثم استبدل الشلن البريطاني بعملة معدنية جديدة بقيمة 5 بنسات تساوي واحدًا على عشرين من الجنيه. أما في أوروبا فبدأ تحويل العملة إلى النظام العشري (وكذلك الأوزان والمقاييس الأخرى) في فرنسا الثورية بقانون عام 1795 ("Loi du 18 germinal an III"، 7 أبريل 1795)، والذي استبدل نظام محاسبة الجنيه الإسترليني أل أس دي في النظام القديم بنظام 1 فرنك = 10 ديسيمات = 100 سنتيم. كما نُقل النظام العشري بواسطة الجيوش الفرنسية إلى الدول الأوروبية المجاورة أثناء الحروب النابليونية. وبحلول منتصف القرن التاسع عشر كانت معظم دول أوروبا القارية قد تحولت إلى النظام العشري، مما جعل المملكة المتحدة الدولة الكبرى الوحيدة التي استمرت في الحفاظ على نظام الجنيه الإسترليني أل أس دي.
لقد قامت جميع البلدان والأقاليم التي كانت تستخدم نظام الجنيه الإسترليني أل أس دي سابقًا بتحويل عملاتها إلى النظام العشري، حيث حدثت معظم عمليات التحويل إلى النظام العشري بعد الحرب العالمية الثانية. وقامت مالطا بإلغاء النظام العشري لعملتها في عام 1972 في حين قامت نيجيريا بإلغاء النظام العشري لعملتها في عام 1973. وكان الجنيه الإسترليني البريطاني والجنيه الأيرلندي من بين آخر العملات التي تم تحويلها إلى النظام العشري وذلك في 15 فبراير 1971.
في الأماكن التي قامو فيها باستخدام £ أس دي كانت هناك عدة طرق للتقسيم إلى عشري:
- ظل الجنيه هو الوحدة الأساسية (في مالطا باستخدام الاسم المالطي "الليرة")، ولكن قسم إلى وحدات كسرية جديدة من1⁄100 . حيث كانت الوحدة الكسرية الجديدة (والتي كانت تسمى "البنس الجديد" في المملكة المتحدة وأيرلندا و"السنت" في مالطا) تساوي 2.4 بنسًا قديمًا. كما أنشأت مالطا وحدة جزئية بقيمة1⁄1000 من الجنيه -ويسمى " الميل "- وقيمته أقل قليلاً من فرستنغ (0.24 بنس قديم).
- أنشئت وحدة أساسية جديدة (غالبًا ما تسمى "الدولار") تساوي عشرة شلنات (نصف جنيه)، وقسمت إلى 100 وحدة كسرية، مع وحدة كسرية واحدة (عادةً ما تسمى "السنت") تساوي1⁄10 من الشلن أو 1.2 بنس قديم. وكان هذا هو النهج المتبع في جنوب أفريقيا (الراند) وأستراليا ونيوزيلندا وجامايكا وفيجي والعديد من البلدان الأخرى.
- أنشئت وحدة أساسية جديدة تسمى "الدولار" على قدم المساواة مع الدولار الأمريكي. وقد قاموا بذلك في كندا عام 1858 وفي العديد من الأماكن في جزر الهند الغربية في القرنين التاسع عشر والعشرين. وفي برمودا عام 1970 قاموا بتثبيت الجنيه عند مستوى 2.40 دولار أمريكي، أي 1 دولار أمريكي = 100 بنس. وهذا جعل الدولار البرمودي الجديد يساوي بالضبط 100 بنس قديم، مع كون السنت الجديد يساوي بنسًا قديمًا واحدًا.
- وقد اعتمدت بعض البلدان نهجاً بديلاً مثل غانا والتي أنشأت وحدة أساسية جديدة تساوي 100 بنس قديم (لا تساوي الدولار الأمريكي)، مع وحدة كسرية تساوي بنسًا قديمًا واحدًا، وجزر الباهاما التي اعتمدت وحدة أساسية جديدة تساوي سبعة شلنات، مع وحدة كسرية تساوي 0.84 بنسًا قديمًا، وغامبيا التي أنشأت وحدة أساسية جديدة تساوي أربعة شلنات، مع وحدة كسرية تساوي 0.48 بنسًا قديمًا.

| الوحدة الجديدة        | New unit / old unit | New unit in £sd | الوحدة القديمة             | السنة |
| --------------------- | ------------------- | --------------- | -------------------------- | ----- |
| راند جنوب إفريقي      | 0.5                 | 10/–            | جنيه جنوب أفريقيا          | 1961  |
| ليون سيراليوني        | 0.5                 | 10/–            | جنيه غرب أفريقيا البريطاني | 1964  |
| سيدي غاني             | 0.4167              | 8/4 = 100d.     | الجنيه الغاني              | 1965  |
| دولار أسترالي         | 0.5                 | 10/–            | جنيه أسترالي               | 1966  |
| دولار بهامي           | 0.35                | 7/–             | جنيه بهامي                 | 1966  |
| دولار نيوزيلندي       | 0.5                 | 10/–            | الجنيه النيوزيلندي         | 1967  |
| تالا ساموي            | 0.5                 | 10/–            | جنيه ساموا الغربية         | 1967  |
| بانغا تونغي           | 0.5                 | 10/–            | جنيه تونجا                 | 1967  |
| كواشا زامبي           | 0.5                 | 10/–            | الجنيه الزامبي             | 1968  |
| دولار جامايكي         | 0.5                 | 10/–            | الجنيه الجامايكي           | 1969  |
| دولار فيجي            | 0.5                 | 10/–            | جنيه فيجي                  | 1969  |
| دولار روديسي          | 0.5                 | 10/–            | الجنيه الروديسي            | 1970  |
| دولار برمودي          | 0.4167              | 8/4 = 100d.     | جنيه برمودي                | 1970  |
| دالاسي غامبي          | 0.2                 | 4/–             | الجنيه الغامبي             | 1971  |
| كواشا ملاوية          | 0.5                 | 10/–            | جنيه ملاوي                 | 1971  |
| جنيه أيرلندي          | 1                   | £1              | الجنيه الأيرلندي           | 1971  |
| جنيه إسترليني         | 1                   | £1              | الجنيه الاسترليني أس تي جي | 1971  |
| ليرة مالطية           | 1                   | £M 1            | جنيه مالطي                 | 1972  |
| نيرة نيجيرية          | 0.5                 | 10/–            | الجنيه النيجيري            | 1973  |
| هذا الجدول ليس شاملاً. |                     |                 |                            |       |

يوضح الجدول التالي تحويل الفئات الشائعة من العملات المعدنية لنظام أل أس دي:
| عملة        | كمية | جنيه استرليني جديد (على سبيل المثال المملكة المتحدة) | (على سبيل المثال نيوزيلندا) |
| ----------- | ---- | ---------------------------------------------------- | --------------------------- |
| نصف بنس     | د.   | ص ≈ 0.2083 ص                                         | ج ≈ 0.4167 ج                |
| بنس واحد    | 1د.  | ص ≈ 0.4167 ص                                         | ج ≈ 0.8333 ج                |
| ثلاثة بنسات | 3د.  | ص                                                    | ج                           |
| ستة بنسات   | 6د.  | ص                                                    | 5ج                          |
| شلن         | 1/–  | 5ب                                                   | 10ج                         |
| فلورين      | 2/–  | 10 بنس                                               | 20ج                         |
| نصف التاج   | 2/6  | ص                                                    | 25ج                         |

لم تكن العملات المعدنية التالية متداولة على نطاق واسع في المملكة المتحدة في وقت التحول إلى النظام العشري، مع أن ورقة العشرة شلن وورقة الجنيه كانتا متداولتين على نطاق واسع.
| الاسم الشائع | كمية            | جنيه استرليني جديد (على سبيل المثال المملكة المتحدة) | (على سبيل المثال نيوزيلندا) |
| ------------ | --------------- | ---------------------------------------------------- | --------------------------- |
| تاج          | 5/–             | 25 بنسًا                                              | 50 سنت                      |
| نصف السيادي  | 10/–            | 50 بنس                                               | 1 دولار                     |
| سيادي        | 1 جنيه استرليني | 1 جنيه استرليني                                      | 2 دولار                     |

الفلس -عند1⁄4 بنس- لم يتم تحويلها أبدًا، حيث توقفت عن كونها عملة قانونية قبل عقد من الزمن من النظام العشري. وفي عام 1971 كان البنس الجديد يساوي 9.6 فارثينج (مما يجعل الفارثينج أكثر بقليل من 0.1 بنس جديد). وبالمثل لم يُحوّل نصف البنس القديم ونصف التاج القديم  في المملكة المتحدة أيضًا، وقاموا بسحبها في الفترة التي سبقت التحويل إلى النظام العشري، مع أن نصف التاج كان يساوي بالضبط 12 1/2 بنس جديد.

## العملات المعدنية والأوراق النقدية قبل العشرية
في المملكة المتحدة كانت الأوراق النقدية من فئات أكبر (5 جنيهات إسترلينية و10 جنيهات إسترلينية و20 جنيهاً إسترلينياً و50 جنيهاً إسترلينياً و100 جنيه إسترليني و200 جنيهاً إسترلينياً و500 جنيهاً إسترلينياً و1000 جنيه إسترليني) المطبوعة من القرن الثامن عشر إلى عام 1943 تسمى "الأوراق النقدية البيضاء"؛ لأنها كانت مطبوعة على ورق أبيض خفيف الوزن (على جانب واحد فقط) بالحبر الأسود.
لم تعد الأوراق النقدية ما قبل العشرية في المملكة المتحدة عملة قانونية، ولكنها قابلة للاستبدال بقيمتها الاسمية (بغض النظر عن القيمة الأكبر المحتملة إذا بيعت أو عرضت في المزاد العلني) إذا قاموا بنقلها مباشرة (أو إرسالها بالبريد) إلى بنك إنجلترا. كانت آخر العملات المعدنية من فئة الجنيه الإسترليني التي توقفت عن كونها عملة قانونية في المملكة المتحدة بعد يوم الأرقام العشرية هي ستة بنسات (سحبت في عام 1980)، والشلن (سحبت في عام 1991)، والفلورين (سحبت في عام 1993). لا تزال التيجان التذكارية التي قاموا بسكها بعد النظام العشري (التي تبلغ قيمتها إما 25 بنسًا أو 5 جنيهات إسترلينية) عملة قانونية، ولكن نادرًا ما يقومون بإنفاقها وذلك إن قاموا بإنفاقها على الإطلاق.
كانت آخر ورقة نقدية من فئة الجنيه الإسترليني التي توقفت عن كونها عملة قانونية في أي مكان هي ورقة العشرة شلنات في جزيرة مان، والتي توقفت عن كونها عملة قانونية هناك في عام 2013.

## الحوسبة

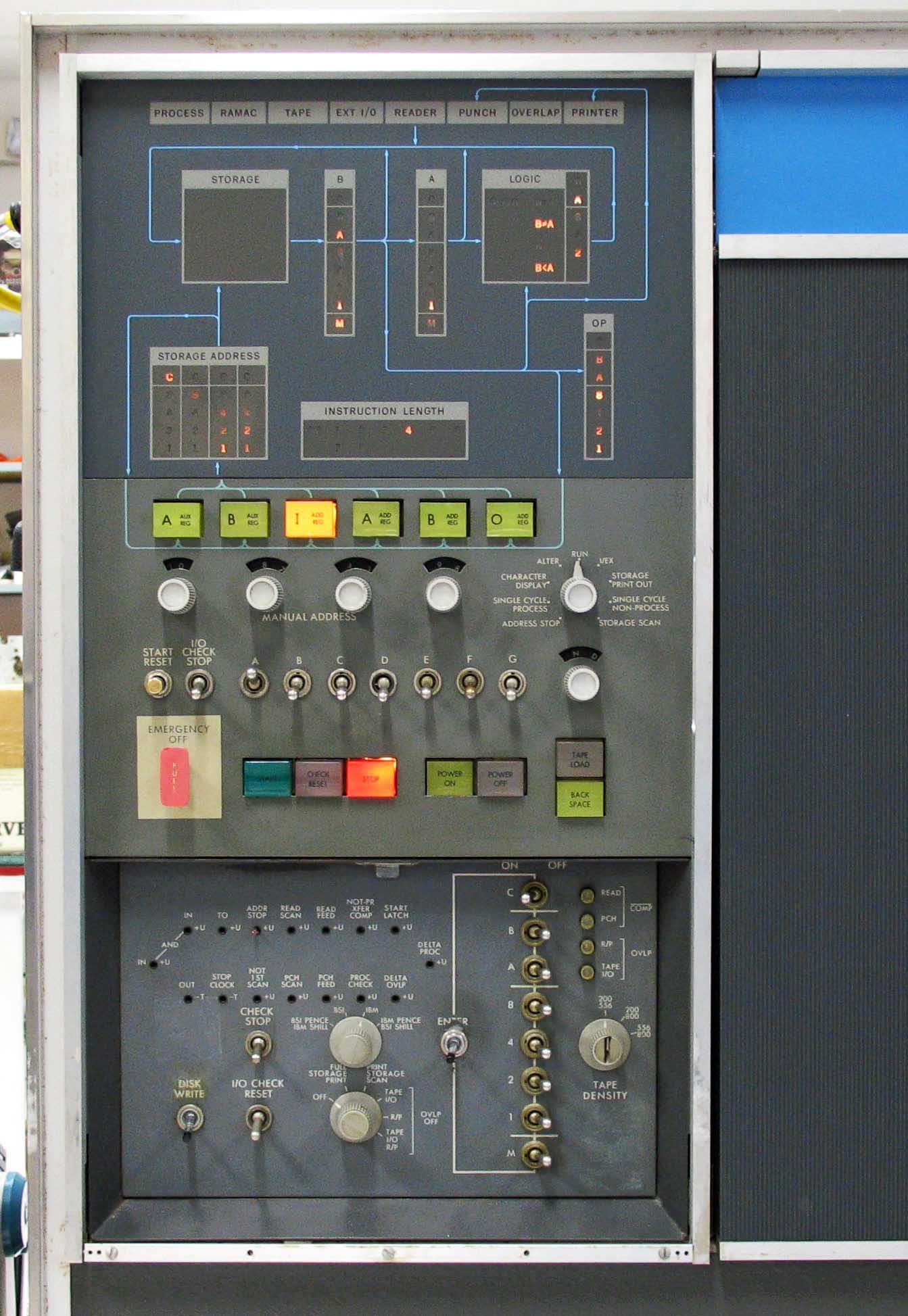
1401 وحدة التحكم وأدناه وحدة التحكم المساعدة. ويشير المقبض الرمادي الأقرب إلى مركز وحدة التحكم المساعدة إلى "بنس" و"شيل".

في بعض الأحيان كانت أجهزة الكمبيوتر والآلات الحاسبة التي بيعت قبل النظام العشري –معظمها في ستينيات القرن العشرين– وتأتي مع دعم خاص لنظام الجنيه الإسترليني أس دي في شكل نوع بيانات عملة ثابتة النقطة. ويعد جهاز آي بي أم 1401 أحد هذه الأجهزة؛ ففي طرازات الجنيه الاسترليني التي تدعم £أس دي كان الجهاز يحتوي على مفتاح للاختيار بين تخطيطات بيانات آي بي أم و بي أس آي الخاصة بـ £أس دي على وحدة التحكم المساعدة (انظر الصورة). كما كان لدى آي سي تي 1301 ولغة بيه أل/آي  دعم £أس دي.

## قواعد الكتابة والنطق
كانت هناك طرق عديدة لتمثيل مبالغ المال في الكتابة والكلام دون وجود اتفاقية رسمية.
قاموا بتمثيل نصف البنسات والربع بنس بالرمز المناسب (1⁄4 للفارثينج و1⁄2 لنصف بنس أو3⁄4 مقابل ثلاثة فلس) بعد البنس بأكمله.
كانت الاتفاقية المستخدمة بشكل متكرر في تسعير التجزئة هي إدراج الأسعار التي تزيد عن جنيه استرليني واحد كلها بالشلن، وليس بالجنيه والشلن، على سبيل المثال: سيتم كتابة 4-18-0 جنيه استرليني على النحو التالي 98/- (4.90 جنيه استرليني بالعملة العشرية). ولا يزال هذا الأمر واضحًا في فئات الشلن الخاصة بالبير الاسكتلندية مثل 90/– بير.
في بعض الأحيان كان التجار يعبرون عن أسعار السلع الفاخرة والأثاث بعملة الجنيه، مع أن العملة الجنيهية لم تُسك منذ عام 1799. وكان الجنيه الواحد يساوي 21 شلنًا (1.05 جنيه إسترليني بالعملة العشرية). وقد ذكر المحترفون مثل المحامين والأطباء وتجار الأعمال الفنية وبعض الآخرين أجورهم بالجنيه وليس بجنيه إسترليني أس دي، بينما وعلى سبيل المثال ذكرت الرواتب بالجنيه الاسترليني سنويًا. تاريخيًا -في بعض المزادات- كان المشتري يقدم عرضه ويدفع بالجنيه، لكن البائع كان يحصل على نفس العدد من الجنيه الاسترليني، وكانت العمولة هي نفس العدد من الشلنات. تستمر شركة تاترسالس وهي شركة المزادات الرئيسية لخيول السباق في المملكة المتحدة وأيرلندا، في هذا التقليد بإجراء المزادات بالجنيه في مبيعاتها بالمملكة المتحدة (في أيرلندا تقام المزادات باليورو). عمولة البائع هي 5٪. ولا تزال كلمة "جينيز" موجودة في أسماء بعض سباقات الخيول البريطانية، مع أن أموال جوائزها أصبحت الآن ثابتة بالجنيه الإسترليني - مثل سباق 1000 جينيز و 2000 جينيز في مضمار سباق نيوماركت.

## في الثقافة الشعبية
العملة النقدية من الكونتات والمناجل والسفن الشراعية في كتب هاري بوتر هي محاكاة ساخرة لنظام الجنيه الإسترليني أس دي، حيث كان هناك 29 كونتًا للمنجل و17 منجلًا للسفينة الشراعية. إنها بمثابة العملة المستخدمة في عالم السحرة بينما لا يزال الجنيه الإسترليني يستخدم من قبل عامة الناس الأشخاص غير السحرة.
كان يُطلق على ثنائي إيثيل أميد حمض الليسرجيك أحيانًا اسم "الجنيه والشلن والبنسات" خلال ستينيات القرن العشرين بسبب اختصاره أل أس دي.  كما أصدرت فرقة الروك الإنجليزية برتي ثنغس أغنية فردية عام 1966 بعنوان "£.أس دي" والتي سلطت الضوء على التورية. ثم أطلقت مؤسسة التجارب الدفاعية الكيميائية على أول تجربة ميدانية باستخدام عقار إل إس دي كسلاح كيميائي اسم "أكياس المال" على سبيل المزاح.
كانت النتيجة 26 في لعبة السهام (سهم واحد في كل من المساحات الثلاثة العلوية) تسمى أحيانًا "نصف التاج" حتى أواخر تسعينيات القرن العشرين، مع أن هذا بدأ يربك اللاعبين الأصغر سنًا. إذ يُشار إلى الرقم 26 أيضًا باسم "وجبة الإفطار" نظرًا لأن 2/6 أو نصف التاج كان التكلفة القياسية لوجبة الإفطار قبل النظام العشري.

## الملاحظات
1. ↑  هناك عدم يقين بشأن قيمة الجنيه الكارولنجي الأصلي. يمكن رؤية تقديرات تصل إلى 489.6 جرامًا.[5]

## روابط خارجية
- "Pounds, Shillings and Pence". The Royal Mint Museum. مؤرشف من الأصل في 2025-05-02. اطلع عليه بتاريخ 2021-02-16.